# Alex Staropoli
Alessandro Staropoli (Trieste, Italia; 9 de enero de 1970) es un teclista, compositor y uno de los fundadores de la banda italiana de power metal sinfónico, Rhapsody of Fire. Es el autor de los arreglos orquestales en las canciones de la banda y gran parte del sonido característico de la agrupación se debe a su desempeño. Tras la salida de la banda por parte del guitarrista y miembro fundador Luca Turilli en 2011 y el vocalista Fabio Lione en 2016, Alex se convirtió en el líder y único miembro original de la banda.
Alex empezó con Rhapsody of Fire en 1993 cuando conoció a Luca Turilli en un curso de control de la mente. Cuando Alex era un niño él estaba interesado en la naturaleza, montañas, bosques y los lagos.  
Con ocho años obtuvo su primer piano y comenzó a estudiar sus fundamentos. Con catorce años compró su primera guitarra eléctrica, aunque tras conocer a Luca Turilli, decidió dejar de tocarla para centrarse únicamente en el teclado. Después de fundar Rhapsody of Fire (previamente llamado Thundercross y luego Rhapsody) compró un teclado Korg 01/W pro. Él comenzó a trabajar en su primer álbum a solas, el cual fue lanzado en 2006. En el año 2011, Rhapsody of Fire (su único grupo) se separó amistosamente porque Luca Turilli se retiró del grupo para seguir con sus producciones por cuenta propia. Hasta 2016 Rhapsody of Fire continuó al mandato de Alex y el vocalista Fabio Lione. El 9 de octubre de 2016, Fabio Lione anunció su salida del grupo, lo que dejó a Staropoli como el único miembro original de la banda.  
A día de hoy y desde hace una gran cantidad de años, utiliza un teclado Roland Fantom G7.  
También es conocido por su gran dedicación al entrenamiento físico; de hecho, ejerció de entrenador personal durante una temporada.  

## Discografía

### Rhapsody Of Fire
- 1997 – Legendary Tales
- 1998 – Symphony of Enchanted Lands
- 2000 – Dawn of Victory
- 2001 – Rain of a Thousand Flames
- 2002 – Power of the Dragonflame
- 2004 – Symphony of Enchanted Lands II: The Dark Secret
- 2006 – Triumph or Agony
- 2010 – The Frozen Tears of Angels
- 2010 – The Cold Embrace of Fear - A Dark Romantic Symphony
- 2011 – From Chaos to Eternity
- 2013 – Dark Wings of Steel
- 2016 – Into the Legend
- 2017 – Legendary Years
- 2019 – The Eighth Mountain
- 2021 – I'll Be Your Hero
- 2021 – Glory For Salvation
- 2024 – Challenge the Wind

### Producciones en solitario
- 2016 – Rogue Warrior: Robot Fighter (Original Motion Picture Soundtrack)

### Colaboraciones
- Manowar - Hell on Earth IV - Teclados - (2005)
- Orden Ogan - Final Days - Orquestación - Pista 6 (2021)
- Darío Imaz - Libertad - Teclados - (2023)